# Оксюта, Роман Николаевич
Роман Николаевич Оксюта (21 августа 1970 года, Мурманск) — советский и российский хоккеист, чемпион молодёжного чемпионата мира по хоккею (1989). Мастер спорта.

## Биография
Роман Оксюта начинал заниматься хоккеем в городе Апатиты Мурманской области, играл в одном звене с Сергеем Фёдоровым. В 14 лет переехал в город Воскресенск, где продолжил тренировки в команде «Химик». За основной состав этой же команды он начал свои выступления и в большом хоккее. По итогам чемпионата СНГ по хоккею с шайбой сезона 1991/1992 стал лучшим бомбардиром, с показателем 44 набранных очка (24 шайбы + 20 передач).
В 1993 году перешёл в НХЛ, где первым его клубом стал «Эдмонтон Ойлерз», за который Оксюта отыграл два сезона. В 1994 году был обменян руководством команды в «Ванкувер Кэнакс», где провёл два неполных сезона и перешёл в «Анахайм Дакс». В марте 1997 года Оксюта был отдан в «Питтсбург Пингвинз», за который отыграл 7 матчей, но после того, как руководство клуба решило отправить его в ИХЛ, разорвал контракт и уехал в Европу.
После пяти лет в НХЛ и неполного сезона в чемпионате Финляндии Оксюта вернулся в Воскресенск, где и начинал выступать во взрослом чемпионате. В течение 6 сезонов он защищал цвета «Химика», а в 2006 году завершил карьеру игрока.

## Достижения
- чемпион молодёжного чемпионата мира (1989)
- серебряный призёр молодёжного чемпионата мира (1990)
- серебряный призёр чемпионата СССР (1989)
- бронзовый призёр чемпионата СССР (1990)